# Invensys
Invensys plc war ein ehemals börsennotierter Technologiekonzern mit Sitz in London, der im Sektor der Steuerungs- und Leitsysteme für industrielle Automation und Klimatisierung tätig war.

## Geschichte
Invensys entstand 1999 durch den Zusammenschluss der beiden britischen Konzerne BTR und Siebe. Das Unternehmen geriet rasch in wirtschaftliche Schwierigkeiten und musste zwischen 1999 und 2004 restrukturiert werden, um Kosten zu reduzieren und Umsatzrückgang und übermäßige Verschuldung auszugleichen; nur durch ein Veräußerungsprogramm und eine 2,7-Milliarden-Pfund-Umschuldung im Jahr 2004 konnte das Unternehmen saniert werden.
Im Frühjahr 2012 kam es im Rahmen von Lieferverzögerungen von Kontrollsystemen für chinesische Kernreaktoren erneut zu Schwierigkeiten, die zu einer Halbierung des Aktienkurses führten.
In der Folge wurde der Bereich Invensys Rail (Kontroll- und Signalsysteme für den Schienentransport) im November 2012 für 1,742 Milliarden Britische Pfund an Siemens verkauft. Der Kauf wurde im Mai 2013 abgeschlossen. Siemens erwarb damit auch Kompetenzen zum Bau von ETCS-Streckenausrüstung.
Der französische Elektrotechnikkonzern Schneider Electric erwarb im Juli 2013 das Unternehmen durch ein öffentliches Übernahmeangebot für einen Gesamtwert von 4 Milliarden Euro.